# 萊滕巴赫河 (美因河支流)
49°56′37″N 10°52′28″E / 49.943736°N 10.874390°E
萊滕巴赫河（德語：Leitenbach），是德國的河流，位於該國東南部，由巴伐利亞負責管轄，屬於美因河的左支流，河道全長17.3公里，流域面積116平方公里。